# Канадсько-українська фундація
Канадсько-Українська Фундація (КУФ) — національна благодійна організація, заснована у 1995 році. КУФ координує, розробляє, організовує та впроваджує проєкти з надання допомоги в Україні, а також інші проєкти в Канаді.

## Історія

### 1994-2014
У червні 1994 року Конґрес Українців Канади (КУК) ухвалив рішення про заснування Канадсько-Української Фундації. Про створення КУФ було оголошено з нагоди офіційного візиту Президента України Леоніда Кучми до Канади наприкінці 1994 р. Фундація була офіційно заснована 28 серпня 1995 р.
У 2000-2007 роках КУФ підтримувала різні ініціативи, зокрема допомагала молоді й студентам тощо.
Зі збільшенням фінансування з 2008 року (через пожертви, членські внески та урядові гранти), КУФ змогла реалізувати більш значні проєкти, такі як підтримка програм Навчально-реабілітаційного центру "Джерело" (для дітей та молоді з особливими потребами), "Covid Relief" та інші. У 2010 році, під час першого туру президентських виборів в Україні, Канадсько-Українська Фундація та КУК ініціювали місію з 65 експертів для спостереження за виборчим процесом в областях України під час першого туру голосування. Під час другого туру голосування КУФ підготувала ще 50 спостерігачів у шести областях.

### 2014-2021

#### Основні проєкти
- Розвиток сільської медицини в Україні

Канадсько-Українська Фундація надає підтримку Україні в медичній сфері з 2014 року. За сприяння КУФ українські лікарі з регіонів взяли участь у конференції, що відбулася з 19 по 21 січня 2018 року в м. Банфф, провінція Альберта. Під час заходу вони мали змогу спостерігати за роботою місцевих лікарень та служб екстреної допомоги. КУФ виступила офіційним спонсором та координатором цього проєкту, взявши на себе всі організаційні питання — від отримання канадських віз та логістики подорожі до безпосереднього забезпечення візиту.
- Стоматологічна місія

Українська стоматологічна програма КУФ допомогла 427 дітям-сиротам. Під час 448 візитів було встановлено 720 пломб та проведено лікування за участі 47 українських фахівців та волонтерів.
- Медичні місії в Києві

Уряд Канади через Глобальний фонд миру та безпеки (ГФМБ) профінансував дві місії у 2015-2016 роках на базі клініки Головного військового клінічного госпіталю в Києві (ГВКГ). Метою цих місій було надання консультацій та проведення хірургічних операцій пацієнтам зі складними травмами.
В першій хірургічній місії взяв участь 21 канадський медик, було проконсультовано 90 пацієнтів з травмами, отриманими під час війни та проведено 93 хірургічні операції 38 пацієнтам. У другій хірургічній місії брала участь ще одна група з 21 канадського медика, було проконсультовано 105 пацієнтів з травмами, отриманими під час війни та проведена 61 хірургічна операція 40 пацієнтам.
- Національний інформаційний тур про Голодомор "Мобільний кабінет"

Національний інформаційний тур про Голодомор "Мобільний кабінет" був запроваджений з метою інформування громадян Канади про великий голод в Україні, організований Йосипом Сталіним у 1932-33 рр.
У травні 2022 року в рамках благодійного заходу "Гамільтон допомагає Україні" було показано документальний фільм "Голод до правди: історія Реї Клайман". Фільм був створений як частина Національного туру з підвищення обізнаності про Голодомор.
- Допомога в протезуванні

У 2015 році фахівці з протезування з різних міст України, зокрема Києва, Дніпра, Одеси, Харкова, Хмельницького та Львова, пройшли навчання у професіональних лікарів-волонтерів зі Сполучених Штатів та Канади.
- Психологічна підтримка українських ветеранів

У червні 2018 року Конґрес Українців Канади та Канадсько-Українська Фундація оголосили отримувачів грантів Фонду захисників України. Загалом Фонд виділив $100 000 на чотири проєкти, спрямовані на реабілітацію та підтримку українських ветеранів.

#### Інші ініціативи
У 2014-2018 роках Канадсько-українська фундація реалізувала 114 проєктів у Канаді та Україні. За цей період КУФ успішно залучила понад 9,6 млн канадських доларів, з яких 4,9 млн доларів надали провінційні та федеральні уряди.
Також КУФ підтримує проєкт з розмінування сільськогосподарських ділянок на сході України для місцевих жителів, роблячи свій внесок у програму "Очистимо Донбас разом" під керівництвом Асоціації саперів України (АСУ).

## 2022-2023. Повномасштабне російське вторгнення

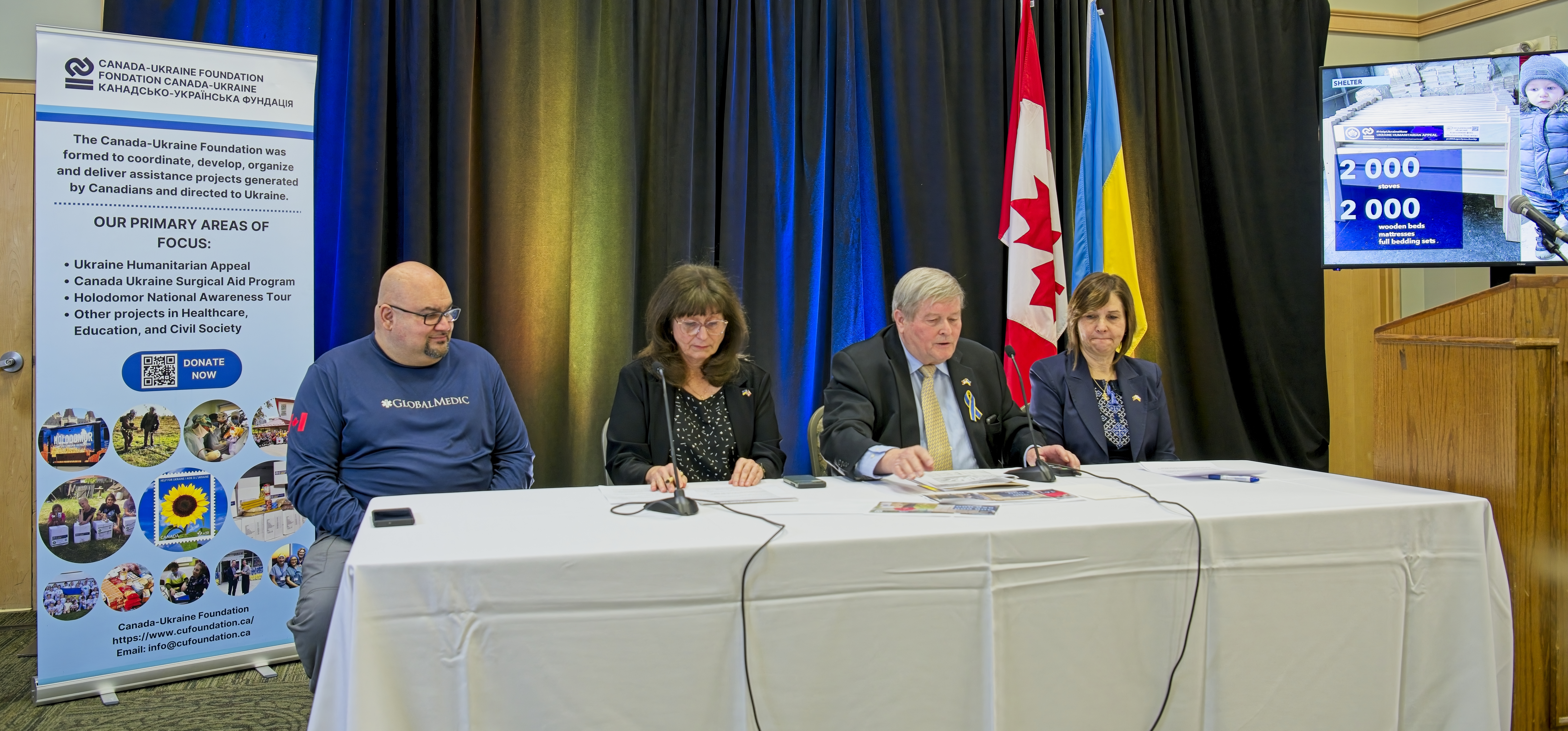
Голова GlobalMedic Рагул Сінґг разом з Лесею Хичій (КУК), Віктором Гетьманчуком (КУФ) та Оксаною Кузишин (КУФ) під час публічного звіту Канадсько-української фундації про їхню допомогу Україні, 2023

З січня 2022 року КУФ та КУК готувалися до російського вторгнення, зібравши раду директорів та створивши платформу "Український гуманітарний заклик". Спільними зусиллями вони працюють над підвищенням результативності допомоги, яку канадці надають постраждалим від війни українцям. З 24 лютого 2022 року Гуманітарний заклик Канадсько-Української Фундації зібрав понад $52 мільйони від понад 70 тис. донорів.

### Основні проєкти
- Канадсько-українська програма хірургічної допомоги (CUSAP)

Лікар Олег Антонишин надає медичну допомогу в Україні з часів Революції Гідності 2014 року. Основна база CUSAP, створена у вересні 2022 року, знаходиться в польській лікарні в Челядзі, де Антонишин зібрав медиків-волонтерів для лікування пацієнтів з важкими травмами обличчя. Під його керівництвом КУФ здійснила дев'ять медичних місій, доставивши з 2014 року медичне обладнання на суму понад 2 мільйони доларів США.
- Проєкти з підготовки до зими: 161 генератор та 2 000 буржуйок для України

У лютому 2023 року в Україну прибув 161 генератор, придбаний завдяки канадським пожертвам. 50 генераторів КУФ придбала для Міністерства енергетики та 60 для українських лікарень. КУФ також співпрацювала з двома українськими виробниками чавунних «буржуйок», в результаті чого було замовлено 2 000 пічок.
- Продуктові набори

З лютого 2022 року Гуманітарний заклик доставив 300 000 продуктових наборів, завдяки чому понад 800 000 людей в Україні, Румунії та Молдові отримали їжу. У партнерстві з GlobalMedic КУФ роздала понад 90 690 наборів у Молдові та відправив ще 650 наборів в Україну.
- Медицина

З листопада 2022 року по лютий 2023 року КУФ направила 53 тонни медикаментів для понад 790 000 пацієнтів, а також взяла участь у гуманітарному проєкті з розвитку національної системи реанімації, передавши нові автомобілі швидкої допомоги на базі Toyota Land Cruiser J78.

### Інші ініціативи
У березні 2022 року Королівський монетний двір Канади передав усі кошти, отримані від продажу чотирьох колекційних монет, на спільну ініціативу КУФ та УКК — Гуманітарний заклик для України.
У серпні 2022 року КУФ, перша леді Олена Зеленська та логістична компанія Meest доставили понад 30 000 кг гуманітарної допомоги на деокуповані території.
У січні 2023 року студентська збірна України з хокею передала частину доходів від туру "Hockey Can't Stop Tour" благодійним організаціям, зокрема Канадсько-Українській Фундації.
У березні 2023 року КУФ, Гуманітарний заклик України та GlobalMedic доставили нове сучасне захисне спорядження для пожежних частин у чотирьох областях України.